# إيفان كوفاتش
إيفان كوفاتش (بالمجرية: Kovács Iván)‏ هو مبارز بالسيف مجري، ولد في 8 فبراير 1970 في بودابست في المجر.

## وصلات خارجية
- إيفان كوفاتش على موقع الاتحاد الدولي للمبارزة (الإنجليزية)
- إيفان كوفاتش على موقع أوليمبيديا (الإنجليزية)